# Закладка виробленого простору
Закладка (закладення, закладання) виробленого простору (англ. stowing, backfilling) — сукупність процесів по заповненню підземного виробленого простору шахт закладальними матеріалами.

## Загальний опис
Застосовується для управління гірничим тиском, виймання законсервованих ціликів, запобігання підземним пожежам і раптовим викидам вугілля, породи й газу, зменшення деформації земної поверхні, залишення породи в шахті. Закладка може бути повною чи частковою. За способом транспортування закладка матеріалу і формування з нього масиву підрозділяється на гідравлічну, пневматичну, механічну, закладку матеріалами, що тверднуть (тужавіють).
В Україні поширена гідравлічна З.в.п. (70-80%, Донбас), на пневматичну припадає 5-10% (Донбас), на закладку матеріалами, що тверднуть — 20-25% (гірнича промисловість). Гідравлічна закладка переважний розвиток отримала в Польщі, Угорщині, Китаї, Франції, пневматична — в Чехії, ФРН, Бельгії, Великій Британії, Закладка матеріалами, що швидко тверднуть — в Канаді, ПАР, Фінляндії, Індії, Японії.

## Дотичні терміни
Крок закладки — відстань, що вимірюється в напрямку посування вибою, через яку здійснюється цикл закладки виробленого простору.
Закладальний трубопровід – трубопровід, призначений для транспортування закладального матеріалу. Для спуску матеріалу в шахту застосовуються закладальні трубопроводи, що прокладаються по шурфах, стволах або свердловинах.
Закладальна перемичка — конструкція, що служить для огородження виробленого простору, що закладається, і відвертає потрапляння закладального матеріалу у виробки. Закладальні перемички бувають фільтрувальні (утримуючи закладальний матеріал, пропускають воду) та глухі (водонепроникні).
Закладальний масив – масив закладального матеріалу, укладеного у вироблений простір при розробці корисної копалини з закладанням. 
Стійкість закладального масиву – здатність закладального масиву зберігати рівновагу. Збільшується із збільшенням кута внутрішнього тертя та коефіцієнта зчеплення закладального масиву.
Усадка закладального масиву – зменшення об’єму закладального масиву за рахунок ущільнення під впливом власної маси та гірничого тиску. Виражена у відсотках від початкового об’єму.
Закладальний шурф – неглибока вертикальна або похила виробка, проведена з поверхні та призначена для спуску закладального матеріалу.
Закладальний стовбур (ствол) – при підземному видобутку корисних копалин - вертикальна або похила виробка, що має безпосередній вихід на поверхню та призначена для спуску закладального матеріалу.